# MONIAC

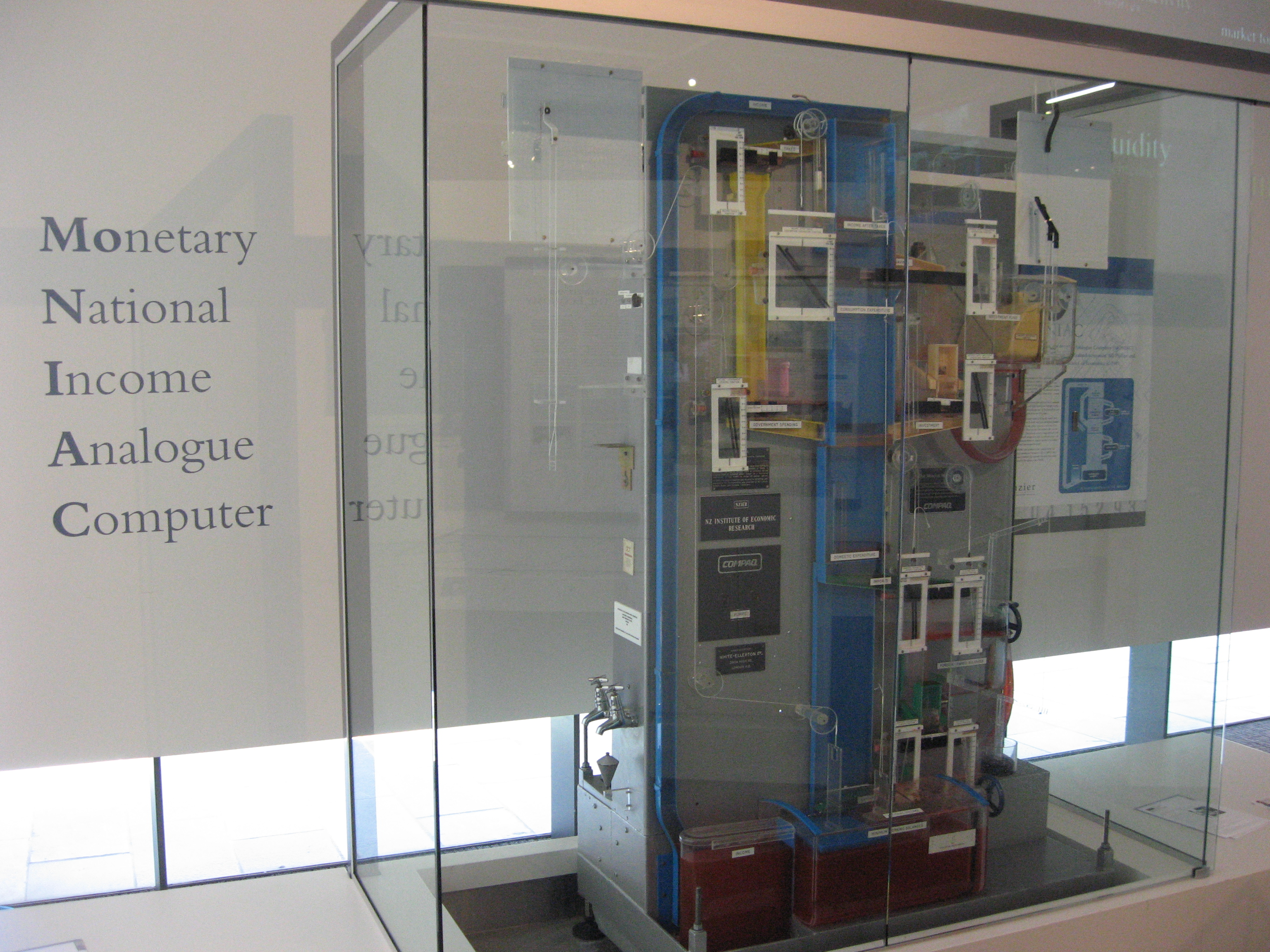
Az Új-zélandi Jegybankban kiállított MONIAC.

A MONIAC (Monetary National Income Analogue Computer) egy, William Phillips új-zélandi közgazdász által 1949-ben tervezett, hidraulikán alapuló analóg számítógép, amely a brit nemzetgazdaság folyamatait modellezte. A gép neve az ENIAC és a money (pénz) szavakból képzett backronym; használták még rá a Phillips Hydraulic Computer és a Financephalograph nevet is. 
A körülbelül kétméter magas, 1,2m széles és 1m mély gép átlátszó műanyagtartályokból áll, amelyek egy fahátlapra vannak rögzítve, és csővezetékek kötik össze őket. Minden tartály a brit gazdaság valamilyen aspektusát reprezentálja (például van egy-egy tartály az oktatási és az egészségügyi kiadásoknak), a pénzt a bennük folyó megfestett víz jelképezi, amelynek a folyását az adók, különféle kiadások stb. nagyságát jelző csapokkal lehet befolyásolni. A különböző gazdasági hatásokat szivattyúk és lefolyók képviselik, amelyeket különféle mechanizmusok (elektródák, úszók, ellensúlyok) vezérelnek.
A gépet eredetileg a különféle gazdasági folyamatokat bemutató oktatóeszköznek szánták, de meglepően pontosnak bizonyult. (Ekkoriban elektronikus számítógépet még csak kormányzati és katonai célokra használtak.) A gép sikerének is köszönhető, hogy Phillipsnek az elkészítése után nem sokkal tanári állást ajánlottak a londoni közgazdaságtani egyetemen.